# Hendrick van Uylenburg

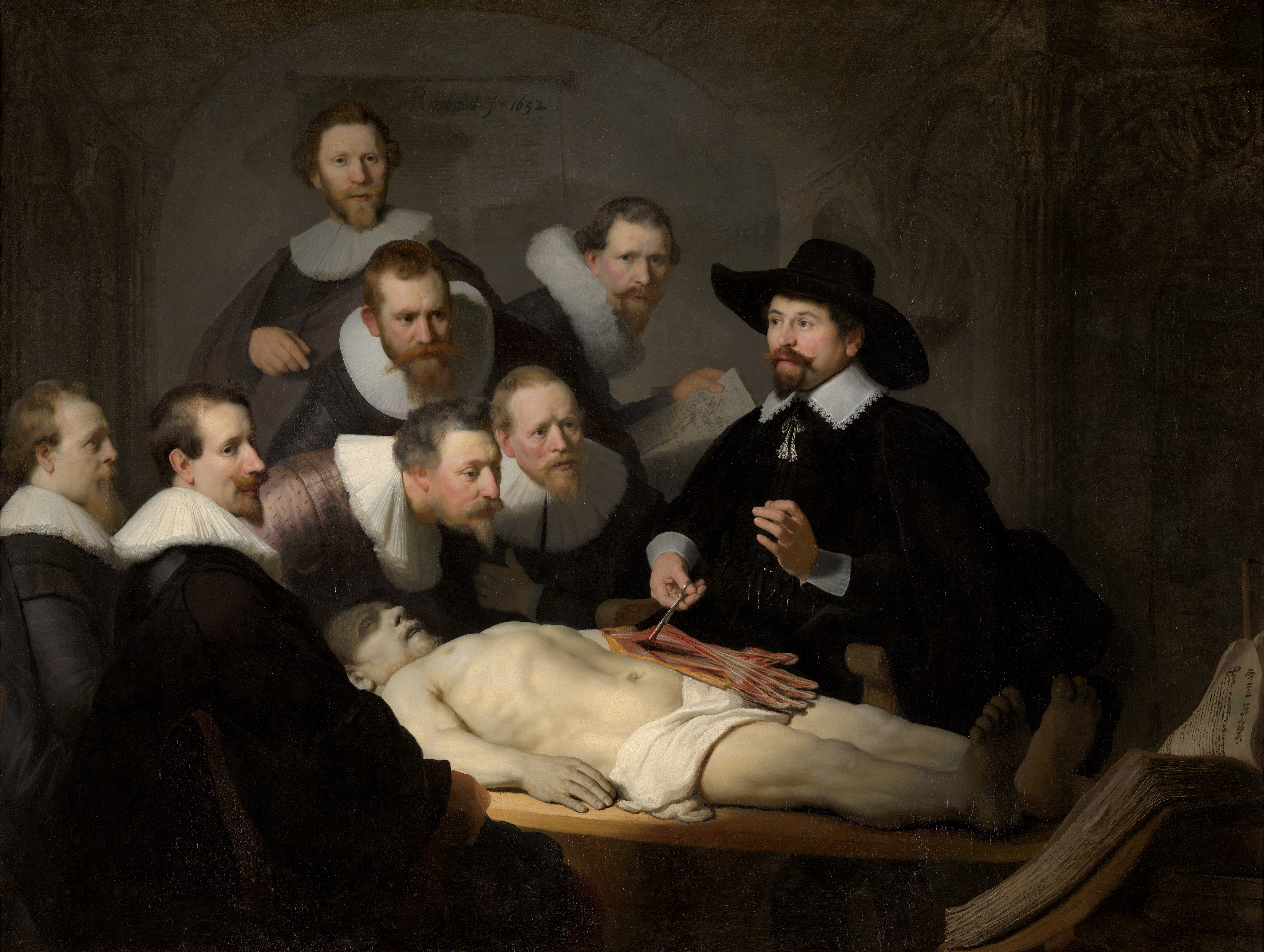
A lição de anatomia do Dr. Nicolaes Tulp (1632), pintada por Rembrandt enquanto estava no estúdio de Hendrick van Uylenburgh

Hendrick Gerritszoon van Uylenburgh (c. 1587 – 1661) foi um influente negociante de arte holandês da era de ouro holandesa que ajudou a lançar as carreiras de Rembrandt, Govert Flinck, Ferdinand Bol e outros pintores.

## Biografia
Van Uylenburgh veio de uma família frísia e emigrou com esta família para Cracóvia, Polônia, quando era menino. Ele foi treinado como pintor e também trabalhou como comprador de arte para o rei polonês. Por volta de 1612 mudou-se para Danzig (atual Gdańsk) e em 1625 voltou para a Holanda, estabelecendo-se na movimentada capital Amsterdã.
Van Uylenburgh assumiu os negócios de Cornelis van der Voort e tornou-se um negociante de arte, empregando pintores em seu próprio estúdio. Em 1631, Rembrandt mudou-se para a casa de van Uylenburgh (ao lado da casa posterior de Rembrandt, agora Rembrandt House Museum ) para trabalhar no estúdio de Van Uylenburgh. Rembrandt tornou-se o pintor-chefe do estúdio e em 1634 casou-se com a prima-irmã de Van Uylenburgh, Saskia van Uylenburgh.
Em 1637 ele alugou uma casa chamada "Kronenborg", anteriormente propriedade de Pieter Isaacsz. Em 1647, Van Uylenburgh teve que se mudar para um novo local na praça Dam. Quando sua casa na praça Dam foi apropriada para construir uma nova prefeitura (atual Palácio Real), Van Uylenburgh mudou-se para a praça Westermarkt.
Seu filho Gerrit van Uylenburgh assumiu os negócios da família após a morte e enterro de Van Uylenburgh na igreja Westerkerk em 1661. Gerrit faliu em 1675 após acusações de que havia vendido arte falsificada para Frederick William, eleitor de Brandenburg.

## Posteridade
Em 2006, o Rembrandt House Museum apresentou uma exposição sobre Hendrick van Uylenburgh e seu filho Gerrit. A exposição também foi exibida na Dulwich Picture Gallery, em Londres.